# Laurynas Ivinskis
Laurynas Ivinskis (Bambaliai, 15 d'agost de 1810 - Milvydas, 29 d'agost de 1881) va ser un professor, editor, traductor i lexicògraf lituà, procedent d'una família noble de Samogítia. Destaca per una sèrie de calendaris anuals publicats entre 1847 i 1877, on resumeix la vida quotidiana de la pagesia Samogítia.
Laurynas Ivinski també va publicar obres literàries d'alguns dels més famosos autors locals. Va ser el primer de publicar el més famós poema El Bosc d'Anykščiai d'Antanas Baranauskas

## Biografia

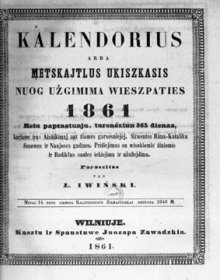
Portada de l'edició de 1861 del calendari d'Ivinskis.

El 1841 Ivinskis va passar els exàmens per a magisteri, poc després va rebre el certificat de mestre de la ciutat de Kaunas. Va preparar el primer calendari de Lituània en 1845, tanmateix a causa de la falta de fons el calendari no va ser imprès fins un any més tard a Vílnius. Els seus calendaris Metu skajtlus ukiszkas ant metu Wieszpaties van circular fins a la prohibició de premsa en lituà el 1864. Els calendaris eren una espècie d'anuari, informant no només als lectors de fires i festivitats, sinó també de les notícies bàsiques sobre medecina, veterinària, agricultura i servei sanitari.
A partir de 1852 també van incloure una secció literària. Dels 22 calendaris publicats entre 1847 i 1864 en lituà, i novament el 1877, tres eren en ciríl·lic, mentre que els restants 19 eren en alfabet llatí, utilitzat per la majoria de la llengua lituana. Quan l'edició de llibres i premsa en lituà va ser prohibida per les autoritats tsaristes, els calendaris Ivinskis van realitzar el paper de premsa per a un gran nombre de parlants de Lituània. Durant la prohibició Ivinskis va realitzar conferències secretament a l'escola lituana, situada a Lubiai.
Ivinskis es va establir a Rietavas i va viure allà entre 1874 i 1878. Durant aquest període va escriure un llibre Pasauga, que es considera com un dels primers llibres lituans dedicats a la protecció del medi ambient. A més a més de publicar els seus calendaris, Ivinskis va ser també un actiu traductor de l'alemany i de l'anglès. També va començar a treballar en uns diccionaris ruso-lituà i polono-lituà, així com va escriure nombroses obres en llengua polonesa. Ivinskis va morir el 29 d'agost de 1881 a Milvydas (districte municipal de Šiauliai), i va ser enterrat a Kuršėnai.